# Luiz de Sousa
Luiz kardinal de Sousa, portugalski rimskokatoliški duhovnik, škof in kardinal, * 6. oktober 1630, Porto, † 3. januar 1702.

## Življenjepis
19. januarja 1671 je bil imenovan za naslovnega škofa Hipposa.
2. decembra 1675 je bil imenovan za nadškofa Lizbone.
22. julija 1697 je bil povzdignjen v kardinala.